# Consentiment informat
El consentiment informat és la conformitat lliure, voluntària i conscient d'un pacient, manifestada en ple ús de les seves facultats i després de rebre la informació adequada, perquè tingui lloc una actuació que afecta la seva salut. El consentiment informat es dona verbalment per regla general. Aquest consentiment s'ha de donar per escrit en els casos d'intervencions quirúrgiques, procediments diagnòstics invasius i, en general, quan es duen a terme procediments que comporten riscos i inconvenients notoris i previsibles, susceptibles de repercutir en la salut del pacient.

## Comunicació
El metge o metgessa responsable del pacient és qui l'ha d'informar. Tanmateix, quan el pacient manifesta expressament que no vol ser informat caldrà respectar la seva voluntat i fer-ho constar documentalment. La persona titular de la informació és el mateix pacient. Ara bé, hi ha casos en què també s'informarà les persones que hi estan vinculades, per raons familiars o de fet, en la mesura que el pacient ho permeti de manera expressa o tàcita.

## Contingut del document
El document de consentiment informat ha de contenir informació suficient sobre el procediment de què es tracta i sobre els seus riscos. Ha d'estar redactat amb un llenguatge com més clar millor. Hauria d'afavorir la comprensió del procediment proposat, dir en què consisteix, les alternatives possibles, l'oportunitat i els resultats esperats (amb beneficis, seqüeles i riscos), per tal d'arribar a una decisió, ja sigui de tria, d'acceptació o de rebuig.

## Consentiment Informat en el model de l'ACP
El Consentiment Informat és el compromís que adquireixen els professionals (predominantment en l'àmbit de la salut) de reconèixer el dret de la persona atesa a participar en la presa de decisions envers qualsevol procediment relacionat amb ella. Aquest compromís s'articula mitjançant la informació que els professionals transmeten a la persona sobre determinats procediments als quals podria estar sotmesa (en l'àmbit de la salut podríem parlar de procediments preventius, diagnòstics i terapèutics); un cop informada, es considera que la persona té capacitat per decidir acceptar-los o rebutjar-los.
Dins el model de l'Atenció Centrada en la persona (ACP), el Consentiment Informat és un concepte clau que exemplifica un del pilars més rellevants d'aquest model, compartit també per la Bioètica: el principi d'autonomia. Aquest principi determina a la persona autònoma per prendre decisions, respecte a qualsevol activitat, en concordança amb els seus interessos, desitjos, valors o creences. És evident que, sense la informació necessària, no tindria gaire sentit parlar de decisions, preferències, o voluntats de la persona. Així, el model d'ACP situarà, sempre, el Consentiment Informat en el centre de les intervencions que es vulguin oferir a la persona que s'està atenent.
Quan es tracta d'implantar el Consentiment Informat, dins l'àmbit de la ACP en les residències de persones grans, s'han de superar certes “barreres” que, socialment, dificulten veure a la persona gran com un esser autònom. Amb l'edat, la societat molt cops invalida els seus judicis, adoptant una actitud paternalista que bloqueja el principi d'autonomia. En aquest punt s'han de fer dos diferenciacions importants:
- El Consentiment Informat en persones grans cognitivament autònomes: S'articularà tal com s'ha exemplificat en el primer paràgraf; informant de forma clara, precisa i entenedora sobre els procediments als que podria sotmetre's la persona, de manera que es compta amb la seva participació en l'hora de decidir sobre ells.
- El Consentiment Informat en persones grans no autònomes cognitivament: La família o persones responsables de la seva tutela, seran qui rebran la informació sobre els procediments, de manera que també es faci partícip a la persona a través dels seus representants legals. És molt important, en aquests casos, esbrinar si la persona va expressar, en algun document de caràcter legal, els seus desitjos i preferències sobre possibles procediments futurs (per exemple, en un document d'Últimes Voluntats). S'hauria d'afegir una última recomanació en aquest cas: tot i tractar amb una persona cognitivament no autònoma, això no significa obviar directament qualsevol tipus d'informació que se li pugui oferir sense intermediaris. En la pràctica assistencial, s'ha comprovat que explicar determinats procediments de forma comprensiva per la persona amb deteriorament cognitiu, és molt positiu per la seva autoestima i tranquil·litat, ja que percep confiança, implicació i dignitat.